# Pogled ispod obrva
Pogled ispod obrva osmi je studijski album hrvatske pop pjevačice Severine, objavljen 2001. godine u Hrvatskoj u izdanju diskografske kuće Croatia Records.
Supervizor albuma je Đorđe Novković, a producenti su Severina, Nikša Bratoš, Ante Pecotić i Mustafa Softić. Kao suradnici na albumu pojavljuju i brojni drugi glazbenici kao Dino Šaran, Zlatan Sabolek i Ante Muštra, autor teksta pjesme "Virujen u te", koja je osvojila grand prix na MHJ 2001. godine. Materijal je sniman u studijima Rockoko i J.M.Sound, dok se za dizajn albuma pobrinula ekipa tvrtke Božesačuvaj.
Na albumu se nalazi trinaest pjesma,  a četiri su izdane kao singlovi "Ajde, ajde, zlato moje", "Krivi spoj", "Virujen u te", "Mala je dala". Pjesma "Pogled ispod obrva" izdana je kao singl s albuma uživo "Virujen u te (najbolje uživo!)"  2002. godine. Album Pogled ispod obrva podržan je velikom dvoranskom turnejom "Virujen u te" krajem 2001. godine, kojom je obuhvatila sve države u regiji, osim Srbije.
2002. godine album je bio nominiran za diskografsku nagradu Porin u kategoriji 'Album godine', a pjesma "Virujen u te" je bila nominirana za nagradu 'Hit godine'.

## Pozadina i objavljivanje
Nakon komercijalnog uspjeha albuma Ja samo pjevam iz 1999. godine, koji je bio jedan od najprodavanijih albuma godine s 50.000 prodanih primjeraka, Severina je postala najtiražniji ženski izvođač u Croatia Recordsa. U ljeto 2000. godine nastupa na MHJ s pjesmom "Ajde, ajde, zlato moje" i potkraj godine odlazina treću turneju po Australiji, a početkom 2001. godine počinje snimati album Pogled ispod obrva, za koji je napisala sedam pjesama. Promocija albuma je bila održana 16. svibnja 2001. godine u diskoteci "Best" u Zagrebu.

## Komercijalni uspjeh
Album je debitirao na prvom mjestu u Hrvatskoj, a kasnije je nagrađen platinastom nakladom. Prodan je u više od 30.000 primjeraka.

## Popis pjesama
| Br. | Skladba                        | Autor                                             | Producent(i)   | Trajanje |
| --- | ------------------------------ | ------------------------------------------------- | -------------- | -------- |
| 1.  | »Tako je to«                   | Ante Pecotić                                      | Ante Pecotić   | 3:44     |
| 2.  | »Mala je dala«                 | Severina Vučković, Đorđe Novković, Zlatan Sabolek | Mustafa Softić | 3:52     |
| 3.  | »Noću, danju«                  | Ante Pecotić                                      | Ante Pecotić   | 3:07     |
| 4.  | »Mili moj«                     | Severina Vučković                                 | Mustafa Softić | 4:16     |
| 5.  | »Voli me, ne voli«             | Dino Šaran                                        | Nikša Bratoš   | 4:07     |
| 6.  | »Pogled ispod obrva«           | Severina Vučković                                 | Nikša Bratoš   | 4:30     |
| 7.  | »Krivi spoj«                   | Đorđe Novković, Zlatan Sabolek                    | Mustafa Softić | 3:24     |
| 8.  | »Parfem«                       | Ante Pecotić                                      | Mustafa Softić | 3:36     |
| 9.  | »Srce je moje veliko k'o kuća« | Severina Vučković                                 | Nikša Bratoš   | 3:48     |
| 10. | »Idi«                          | Ante Pecotić                                      | Ante Pecotić   | 3:01     |
| 11. | »More na leđa«                 | Severina Vučković, Đorđe Novković, Zlatan Sabolek | Nikša Bratoš   | 3:29     |
| 12. | »Ajde, ajde, zlato moje«       | Severina Vučković, Đorđe Novković                 | Mustafa Softić | 3:40     |
| 13. | »Virujen u te«                 | Đorđe Novković, Ante Muštra-Tulija                | Nikša Bratoš   | 2.24     |

## Top ljestvice
| Top ljestvica (2001.)             | Pozicija |
| --------------------------------- | -------- |
| Hrvatska nacionalna top ljestvica | 1        |

## Certifikacije
| Država   | Certifikacija |
| -------- | ------------- |
| Hrvatska | platinasta    |